# 迈克·拉姆齐
迈克·拉姆齐（英語：Mike Ramsey，1960年12月3日—），美国男子冰球运动员，场上位置是后卫。他曾代表美国国家队参加1980年冬季奥林匹克运动会冰球比赛，获得一枚金牌。